# クエスチョン (映画)
クエスチョン（原題：Panic Button）は、2011年のイギリスのスリラー映画。

## あらすじ
プライベートジェットでのニューヨーク旅行に招待された4人は、機内で質問に答えるとゲームに参加する。ところが、ゲームに参加してみるとプライベートな秘密を暴露するというもので、質問に答えないと参加者たちのSNS上の友人が酷い罰を受けるというものであり、参加者たちは恐怖に襲われる。

## スタッフ
- 監督：クリス・クロウ
- 脚本：フレイザー・リー（英語版）、ジョン・ジャクルトン、デビッド・シリトー、クリス・クロウ
- 製作：ロバート・グラハム
- 音楽：マーク・ルザーフォード（英語版）
- 撮影：サイモン・プルター
- 編集：ジョン・ギランダーズ
- 美術：ティム・ディッケル
- プロデューサー：ジョン・ジャクルトン

## キャスト
- ジョー：スカーレット・アリス・ジョンソン（英語版）
- マックス：ジャック・ゴードン（英語版）
- デイブ：マイケル・ジブソン（英語版）
- グウェン：エレン・リース（英語版）
- ルパート：ジョシュア・リチャーズ
- アニー：サラ・パークス
- アラン：トビアス・ジョン
- ローリー：レイトン・カイル
- キャラハン：バーン・レイ
- エミリー：ホリー・ブランデル